# Puchar Panamerykański kadetów w piłce siatkowej mężczyzn
Puchar Panamerykański kadetów w piłce siatkowej mężczyzn (ang. Men’s U-19 Pan American Cup, it. Coppa panamericana di pallavolo maschile Under-19) – siatkarski turniej organizowany od 2011 roku przez Konfederację Piłki Siatkowej Ameryki Północnej, Centralnej i Regionu Karaibów (NORCECA) oraz Południowoamerykańską Konfederacje Piłki Siatkowej (CSV). 

## Medaliści
| Rok  | Gospodarz     | 1. miejsce | 2. miejsce | 3. miejsce        |
| ---- | ------------- | ---------- | ---------- | ----------------- |
| 2011 | Mexicali      | Brazylia   | Portoryko  | Stany Zjednoczone |
| 2017 | Monterrey     | Meksyk     | Chile      | Portoryko         |
| 2019 | Santo Domingo | Kuba       | Meksyk     | Dominikana        |

## Klasyfikacja medalowa
| Lp.   | Reprezentacja     | Złoto | Srebro | Brąz | Razem |
| ----- | ----------------- | ----- | ------ | ---- | ----- |
| 1     | Meksyk            | 1     | 1      | 0    | 2     |
| 2     | Brazylia          | 1     | 0      | 0    | 1     |
| 3     | Kuba              | 1     | 0      | 0    | 1     |
| 4     | Portoryko         | 0     | 1      | 1    | 2     |
| 5     | Chile             | 0     | 1      | 0    | 1     |
| 6     | Stany Zjednoczone | 0     | 0      | 1    | 1     |
| 7     | Dominikana        | 0     | 0      | 1    | 1     |
| Razem | Razem             | 3     | 3      | 3    | 9     |

## Miejsca reprezentacji w poszczególnych turniejach
| Rok  | 1   | 2   | 3   | 4   | 5   | 6   | 7   | 8   | 9   |
| ---- | --- | --- | --- | --- | --- | --- | --- | --- | --- |
| 2011 | BRA | PUR | USA | MEX | CAN | CRI | TTO |     |     |
| 2017 | MEX | CHI | PUR | COL | DOM | CRI | NCA | JAM | PER |
| 2019 | CUB | MEX | DOM | CHI | PUR | GUA | NCA |     |     |

## Drużyny uczestniczące
| Reprezentacja     | 2011 | 2017 | 2019 | Razem |
| ----------------- | ---- | ---- | ---- | ----- |
| Brazylia          | 1    |      |      | 1     |
| Chile             |      | 2    | 4    | 2     |
| Dominikana        |      | 5    | 3    | 2     |
| Gwatemala         |      |      | 6    | 1     |
| Jamajka           |      | 8    |      | 1     |
| Kanada            | 5    |      |      | 1     |
| Kolumbia          |      | 4    |      | 1     |
| Kostaryka         | 6    | 6    |      | 2     |
| Kuba              |      |      | 1    | 1     |
| Meksyk            | 4    | 1    | 2    | 3     |
| Nikaragua         |      | 7    | 7    | 2     |
| Peru              |      | 9    |      | 1     |
| Portoryko         | 2    | 3    | 5    | 3     |
| Stany Zjednoczone | 3    |      |      | 1     |
| Trynidad i Tobago | 7    |      |      | 1     |